# Xã Horsehead, Quận Johnson, Arkansas
Xã Horsehead (tiếng Anh: Horsehead Township) là một xã thuộc quận Johnson, tiểu bang Arkansas, Hoa Kỳ. Năm 2010, dân số của xã này là 761 người.